# Conus deynzerorum
Espèce
Statut de conservation UICN

 LC  : Préoccupation mineure
Conus deynzerorum est une espèce de mollusques gastéropodes marins de la famille des Conidae.
Comme toutes les espèces du genre Conus, ces escargots sont prédateurs et venimeux. Ils sont capables de « piquer » les humains et doivent donc être manipulés avec précaution, voire pas du tout.

## Distribution
Cette espèce est présente dans la mer des Caraïbes au large du Mexique.

### Niveau de risque d’extinction de l’espèce
Selon l'analyse de l'UICN réalisée en 2011 pour la définition du niveau de risque d'extinction, cette espèce n'est peut-être présente que dans le banc de Chinchorro, à l'est du Mexique, une zone de 800 km2. Il n'y a pas de menaces connues et elle est protégée par son isolement. Cette espèce est classée dans la catégorie " préoccupation mineure ".

## Taxonomie

### Publication originale
L'espèce Conus deynzerorum a été décrite pour la première fois en 1995 par le malacologiste américain Edward James Petuch (d),.

### Synonymes
- Conus (Dauciconus) deynzerorum Petuch, 1995 · appellation alternative
- Conus (Magelliconus) deynzerorum Petuch, 1995 · non accepté
- Purpuriconus deynzerorum (Petuch, 1995) · non accepté

## Identifiants taxonomiques
Chaque taxon catalogué par les bases de données biologiques et taxonomiques possède un identifiant qui permet d'établir un point de référence. Les identifiants de Conus deynzerorum dans les principales bases sont les suivants :
CoL : 5ZXQ4 - GBIF : 6511422 - iNaturalist : 431938 - IRMNG : 11705837 - TAXREF : 150756 - UICN : 192818 - WoRMS : 428999